# Mariusz Ratajczak
Mariusz Zdzisław Ratajczak (ur. 8 lutego 1955 w Szczecinie) – polski lekarz, specjalista chorób wewnętrznych, doktor habilitowany medycyny, profesor zwyczajny.

## Życiorys
Studiował na Akademii Medycznej w Szczecinie w latach 1975–1981, kończąc studia z wyróżnieniem, jako najlepszy student na roku), doktorat obronił w 1986 roku w Centrum Medycyny Doświadczalnej i Klinicznej PAN w Warszawie (tytuł rozprawy: "Wątroba płodowa jako źródło krwiotwórczych komórek macierzystych dla przeszczepów. Aspekty eksperymentalne i techniczne", także z wyróżnieniem). W 1986 zrobił też drugi stopień specjalizacji z medycyny wewnętrznej. Habilitację obronił w 1989 roku, tytuł rozprawy: "Zmiany parametrów biochemicznych łączące się z przeszczepianiem szpiku. Badania kliniczne i eksperymentalne".
W 1990 roku wyjechał do USA, gdzie pracował do 2001 roku na Uniwersytecie Pensylwanii. W 2001 roku przeniósł się na  Uniwersytet w Louisville, gdzie kieruje Instytutem Komórek Macierzystych (Stem Cell Institute) w James Graham Brown Cancer Center.
Równolegle z karierą w Stanach Zjednoczonych rozwijał karierę w Polsce: Od 1994 do 1999 był kierownikiem Zakładu Patologii Komórki Pomorskiej Akademii Medycznej w Szczecinie. W 1997 otrzymał stanowisko profesora nadzwyczajnego. W latach 1999–2005 był kierownikiem Ośrodka Transplantacji Uniwersyteckiego Szpitala Dziecięcego w Krakowie. Od 2001 do 2006 roku był też kierownikiem (i współtwórcą) Zakładu Transplantologii w Polsko-Amerykańskim Instytucie Pediatrii CM UJ, jednak władze UJ nie chciały się zgodzić na dalsze łączenie przez niego pracy w Krakowie i na Uniwersytecie Louisville. W latach 2006–2014 pełnił funkcję kierownika Katedry i Zakładu Fizjologii Pomorskiej Akademii Medycznej w Szczecinie (później przemianowanej na Pomorski Uniwersytet Medyczny w Szczecinie), gdzie był zatrudniony jako profesor zwyczajny. W latach 2014–2020 był kierownikiem Zakładu Medycyny Regeneracyjnej Warszawskiego Uniwersytetu Medycznego, gdzie nadal pracuje. Od 2019 jest zatrudniony w Katedrze Hematologii w Instytucie Nauk Medycznych Collegium Medicum Uniwersytetu Zielonogórskiego.
Pełni też funkcje kierownicze w redakcjach pism naukowych: "Stem Cell Reviews and Reports" (redaktor naczelny),  „Leukemia” (redaktor działu), „Folia Histochemica et Cytobiologica”(od 1998) oraz jest członkiem komitetów redakcyjnych „Stem Cells” (od 1997), „Journal of Clinical Investigation”, „The Journal of Cellular and Molecular Medicine”, „Journal of Applied Genetics”. W latach 2004–2008 był też redaktorem „Experimental Hematology”. Od 2006 roku pełni funkcję redaktora naczelnego międzynarodowego czasopisma naukowego „Central European Journal of Biology”. Jest recenzentem grantów fundowanych przez National Institutes of Health oraz Komisję Europejską.
Hobby: biegi maratońskie.

## Nagrody i członkostwa
Od 2008 roku członek zagraniczny Polskiej Akademii Umiejętności (PAU) oraz w latach 2012–2017 – członek Centralnej Komisji do Spraw Stopni i Tytułów
26 marca 2008 otrzymał tytuł doktora honoris causa Śląskiego Uniwersytetu Medycznego. Jest członkiem honorowym Polskiego Towarzystwa Histochemików i Cytochemików oraz członkiem International Society of Experimental Hematology, American Society for Cancer Research, American Society of Hematology, Polskiego Towarzystwa Lekarskiego. Laureat nagród: Medalu im. Mikołaja Kopernika, Chad Kopple Spirit Award (Leukemia and Lymphoma Society), indywidualnej nagrody naukowej przyznanej przez Ministra Zdrowia RP, Medalu im. Jędrzeja Śniadeckiego (Polska Akademia Nauk), nagrody Fundacji na rzecz Nauki Polskiej w obszarze nauk przyrodniczych i medycznych. W 2013 roku został honorowym członkiem Polish-American Medical Society. Odznaczony Srebrnym (2008) oraz Złotym Krzyżem Zasługi (2015).
Mariusz Ratajczak, jako pierwszy Polak w historii, otrzymał prestiżową Nagrodę im. Karla Landsteinera przyznawaną co 2 lata przez the German Society for Transfusion Medicine and Immunohematology za wybitne osiągnięcia w dziedzinie transfuzjologii i hematologii. Ratajczak został wyróżniony za badania nad mobilizacją komórek macierzystych układu krwiotwórczego oraz za odkrycie komórek o cechach embrionalnych komórek macierzystych (ang. very small embryonic-like stem cell, VSEL).

## Praca badawcza
Zainteresowania naukowe:
- zaburzenia funkcji szpiku kostnego związane z zakażeniem wirusem HIV
- wpływ chemokin na ludzką hematopoezę
- mechanizmy molekularne regulujące powstawanie i różnicowanie się macierzystych komórek układu krwiotwórczego oraz komórek nowotworowych
- ekspansja ludzkich komórek pnia dla potrzeb terapii genowej i przeszczepów krwiotwórczych
- allogeniczne i autogeniczne przeszczepianie krwiotwórczych komórek macierzystych szpiku, krwi obwodowej i krwi pępowinowej
- praktyczne zastosowania biotechnologii, biologii molekularnej i inżynierii komórkowej w medycynie klinicznej (onkologii i hematologii)

### Komórki VSEL
W 2006 roku zespół Ratajczaka ogłosił odkrycie w szpiku kostnym myszy, a rok później we krwi pępowinowej człowieka komórek o cechach embrionalnych komórek macierzystych i charakterystycznej morfologii (ang. very small embryonic-like stem cell, VSEL). Kolejne badania zespołu Profesora wykazały również obecność komórek VSEL w płucach, nerkach, mózgu, trzustce i mięśniach dorosłej myszy; pokazano, że ich morfologia oraz ekspresja genów odpowiadają tym dla wczesnych komórek epiblastu i migrujących wczesnych komórek zarodkowych.
Obecność w tkankach dorosłych myszy i człowieka materiału biologicznego o morfologii opisanej w pracach zespołu Ratajczaka została potwierdzona przez inne zespoły. Brakuje natomiast konsensusu czy VSEL wykazuje pluripotencję.
Krytycy podkreślają, że część zespołów koncentrowała się wyłącznie na rozmiarze VSEL i immunofenotypie, bez rzeczywistego zbadania ich zdolności do pluripotencji. Istnieją badania potwierdzające różnicowanie się VSEL, ale też takie które nie stwierdziły ich pluripotencji. Praca Kucia i wsp. wskazuje na istnienie VSEL oraz ich potencjał angiogenny. Natomiast praca Chen i wsp. wskazuje na obecność VSEL w wątrobie oraz na zdolność tych komórek do regeneracji. Lee i wsp. potwierdzili obecność komórek o fenotypie bardzo zbliżonym do VSEL w naczyniach limfatycznych i krwionośnych. Opisane przez autorów komórki NDSC (ang. node and duct stem cells) wykazują zdolność do różnicowania się w komórki neuronalne in vitro. W modelu in vivo uszkodzenia niedokrwiennego mózgu NDSC wykazały działanie naprawcze, co przemawia za ich potencjałem proliferacyjnym.
W 2013 Józef Dulak z Uniwersytetu Jagiellońskiego, opublikował pracę, w której także twierdził, że VSEL nie wykazują cech komórek macierzystych i w znacznej części są komórkami obumierającymi lub martwymi, a Ratajczak używał niewłaściwych starterów Oct4, dających fałszywie pozytywne wyniki. Zdaniem krytyków wyjaśnia to obserwacje markerów pluripotencji przy rzeczywistym braku tej cechy w badanym materiale. W innej pracy Ratajczak prezentuje szczegółowy opis protokołu izolacji VSEL oraz wskazuje potencjalne trudności podczas procedur badawczych, i błędy, które jego zdaniem popełniono podczas powtórzeń badań.
Zespół Ratajczaka w swoich pracach zaznaczał, że ze względu na istnienie szeregu pseudogenów Oct4 oraz niespecyficzne barwienia immunohistochemiczne istnieje konieczność epigenetycznej oceny stanu metylacji sekwencji promotora Oct4. W 2008 grupa ta opublikowała dane pokazujące, iż w komórkach VSEL izolowanych z mysiego szpiku kostnego, podobnie jak w mysich komórkach embrionalnych, sekwencja ta nie ulega metylacji, co skutkuje ekspresją mRNA Oct4, a dodatkowo promotor genu Oct4 związany jest ze wzorem białek histonowych typowych dla aktywnie transkrypcyjnej chromatyny. Pokazano również, podobnie jak w pracach z 2006 jądrową lokalizację białka Oct4  typową dla izoformy Oct4A.. W 2011 grupa Ratajczaka opublikowała dane dotyczące globalnej ekspresji genów w komórkach VSEL  Wykazano w niej, iż za utrzymanie charakteru pluripotencjalnego tych komórek odpowiedzialne są trzy geny Oct4, Nanog oraz Sox2 przy udziale białek Polycomb.
Przeciwnicy hipotezy Ratajczaka zarzucają również, iż komórki VSEL nie spełniają kryterium samo-odnowy oraz proliferacji, które stawiane są komórkom macierzystym. Odpowiedzią prezentowaną przez zespół Ratajczaka jest mechanizm molekularny polegający na modyfikacji epigenetycznych w komórkach VSEL wywołujący ich stan spoczynkowy w dorosłych tkankach.
Kolejnym argumentem podnoszonym przez zwolenników hipotezy istnienia VSEL jest fakt, że pod względem molekularnym komórki te przypominają najwcześniejsze rozwojowo migrujące pierwotne komórki płciowe, u których również wykazano epigenetyczne zmiany genów podlegających piętnowaniu genomowemu. W tym kontekście badacze prezentują wyniki przemawiające za tym, iż komórki te również nie proliferują in vitro, ich jądra komórkowe nie mogą być wykorzystane do utworzenia klonoty oraz nie mają zdolności komplementowania rozwoju blastocysty. W pracy zespołu Ratajczaka pokazano również, że pierwotne komórki płciowe po przywróceniu somatycznego wzoru piętna genomowego przypominają komórki embrionalne tzn. proliferują in vitro, różnicują się we wszystkie listki zarodkowe, komplementują rozwój blastocysty.

Zdaniem zwolenników istnienia VSEL rozbieżności w uzyskanych danych, w kontekście przedstawionych powyżej argumentów, wynikają najprawdopodobniej z zastosowania odmiennych protokołów badawczych w stosunku do metodyki opisanej przez zespół Ratajczaka. Zdaniem krytyków, to na odkrywcy spoczywa ciężar dowodu i opisania swojej procedury w taki sposób, aby badania dawało się powtórzyć. Po ponownej publikacji metodyki przez zespół Ratajczaka, co najmniej 20 ośrodków badawczych potwierdziło obecność komórek VSEL o właściwościach postulowanych przez zespół.
Istnieją także przesłanki teoretyczne pluripotencji VSEL. Koncepcja obecności wczesnych rozwojowo komórek macierzystych w dorosłych tkankach w sposób alternatywny tłumaczy postulowane zjawisko tzw. plastyczności komórek macierzystych, oznaczające iż przykładowo komórki macierzyste układu krwiotwórczego mogą różnicować się w komórki macierzyste mięśnia sercowego lub układu nerwowego. Zgodnie z hipotezą zespołu Ratajczaka jest to wynik różnicowania się komórek VSEL występujących m.in. w szpiku kostnym lub krwi pępowinowej. Komórki VSEL mają więc dawać początek innym wczesnym rozwojowo komórkom opisanym w przeciągu ostatnich lat w tkankach dorosłych myszy i człowieka, którym mogą odpowiadać takie komórki jak np. komórki MASC, MIAMI, USSC, Muse Cells, MAPC czy Omnicyty.
Komórki VSEL mają w odpowiednich modelach doświadczalnych różnicować się w komórki układu krwiotwórczego, tkanki kostnej, śródbłonka naczyniowego, kardiomiocyty, komórki nabłonka płuc oraz komórki gamet żeńskich i męskich, co potwierdzałoby ich pluripotencję. Jednocześnie jednak nie tworzą potworniaków, z drugiej strony jest argumentem przeciwko ich pluripotencji.
Komórki VSEL zdaniem odkrywców znajdują się w dorosłych tkankach w stanie uśpienia, a ich stan spoczynkowy jest regulowany zmianami epigenetycznymi niektórych genów biorących udział w sygnałowaniu czynników insulinowych. Wg. doniesień zespołu Ratajczaka liczba tych komórek w dorosłych tkankach, jak wykazują badania na długo i krótko żyjących myszach, koreluje z okresem przeżycia i może mieć związek z powstawaniem niektórych nowotworów.
Potencjał kliniczny komórek VSEL w kontekście medycyny regeneracyjnej, to możliwość różnicowania w różne typy komórek dorosłego organizmu, a także, w odróżnieniu od ESC lub iPSC i brak właściwości onkogennych. Podjęto próby kliniczne ich wykorzystania sponsorowane przez Narodowy Instytut Zdrowia w USA oraz Departament Obrony USA w leczeniu schorzeń kości, ran skóry i uszkodzeń siatkówki (m.in. zwyrodnienie plamki żółtej oraz retinopatia barwnikowa).

### Mechanizm parakrynny
W 2001 roku w opublikowanej pracy Ratajczak po raz pierwszy wykazał na poziomie białka, że klasyczne komórki macierzyste/ukierunkowane komórki układu krwiotwórczego (posiadające marker CD34+) są źródłem szeregu czynników wzrostowych, chemokin i cytokin, które mogą brać udział w hamowaniu apoptozy i stymulowaniu neoangiogenezy w uszkodzonych narządach. Badanie po raz pierwszy w historii pokazuje, w jaki sposób komórki macierzyste np. układu krwiotwórczego mogą w sposób pośredni brać udział w regeneracji narządów miąższowych w oparciu o mechanizm parakrynny.

### Mikrofragmenty błonowe
Pod koniec lat 90. Ratajczak zaczął pracować nad nowym rodzajem interakcji komórkowych za pomocą mikrofragmentów błonowych, eksosomów. W 2006 roku ukazała się praca, która pokazała, że komórki macierzyste mogą horyzontalnie przenosić białka i mRNA na inne komórki i w ten sposób zmieniać ich fenotyp.